# Jesse Metcalfe
Jesse Eden Metcalfe (Carmel Valley, 9 de dezembro de 1978) é um ator e músico norte-americano. Inicialmente ficou conhecido por Miguel Lopez-Fitzgerald de Passions, John Rowland de Desperate Housewives e pelo personagem-título de John Tucker Must Die. Também são mais notáveis seus papéis em Chase, Dallas, Dead Rising: Watchtower e Dead Rising: Endgame, e Chesapeake Shores.

## Biografia
Jesse nasceu em Carmel Valley na Califórnia, mas cresceu em Waterford, Connecticut. Filho de Nancy e Scott Metcalfe. Ele tem ascendência italiana, portuguesa, inglesa, francesa e iraniana. Logo depois que ele nasceu seus pais se separaram. Quando Jesse tinha dois anos, ele e sua mãe se mudaram para Waterford, Connecticut, onde Jesse passou a viver com o seu padrasto. Metcalfe, jogou na liga de basquete durante a adolescência e estudou na The Williams School, em New London, CT, e se formou na Tisch School of the Arts, da Universidade de Nova York a fim de prosseguir uma carreira como escritor/diretor.

## Carreira
Jesse trabalhou com seu padrasto, na área de paisagismo. Pouco depois, ele começou a atuar como modelo em tempo parcial durante o seu segundo ano na escola secundária. Seus anúncios apareceram em revistas como Seventeen e YM. Ele chegou a frequentar a New York University, estudando cinema e televisão, mas não chegou a concluir. Quando mais jovem, Jesse não almejava ser ator. O primeiro filme que teve um impacto sobre ele foi Clube dos Cinco de 1985. Na universidade ele teve aulas obrigatórias de teatro e foi aí que ele começou a se interessar pela arte de atuar. Jesse eventualmente passou a abrir uma audição organizada pela sua agência de modelo. Conquistou um papel na telenovela Passions, Jesse largou a universidade e se mudou para Los Angeles para viver Miguel Lopez-Fitzgerald, Jesse desempenhou o papel por cinco anos. Em 2003 Jesse fez teste para interpretar o jardineiro “DJ” na série teen The O.C. em 2003 estrelada por Mischa Barton, Benjamin McKenzie, Rachel Bilson e Adam Brody, mas perdeu para Nicholas Gonzalez. 
No ano seguinte ele fez audição para uma nova série de TV chamada Desperate Housewives, inicialmente ele perdeu o papel para o ator Kyle Searles que viria a ser o jardineiro John Rowland. Eva Longoria Parker no entanto, queixou-se que ela e Kyle não tinham química juntos, então Kyle saiu e Jesse ficou com o papel. Atuando no papel de John Rowland, o sexy jardineiro é que ele realmente passou a ser notado. Em 2005, Jesse ganhou o prêmio Teen Choice Award na categoria revelação masculina por seu papel na série. Ele estrelou no filme Todas Contra John de 2006 atuando com a cantora Ashanti, Sophia Bush e Brittany Snow. Jesse também enfrentou problemas com o álcool e teve que ir para para uma clínica de reabilitação. Ainda em 2008, seu filme Loaded recebeu elogios da crítica, mas, não obteve o sucesso esperado. No mesmo ano ele fez Insanitarium, como "Jack" e The Other End of the Line, como "Granger Woodruff". Metcalfe foi a quinta vítima e a quinta estrela a aparecer em Punk'd (apresentado por Ashton Kutcher) mais de uma vez, depois de Ben McKenzie, Wilmer Valderrama, Omarion, e Jesse McCartney. Sua primeira aparição foi quando ele foi acusado de roubo e fraude. Sua segunda participação em Punk'd foi durante a audição de Spider-Man 3. Metcalfe também apareceu no vídeo da música "Let Me Go" da banda 3 Doors Down. Entre seus hobbies estão escultura, basquete, piano e golfe.

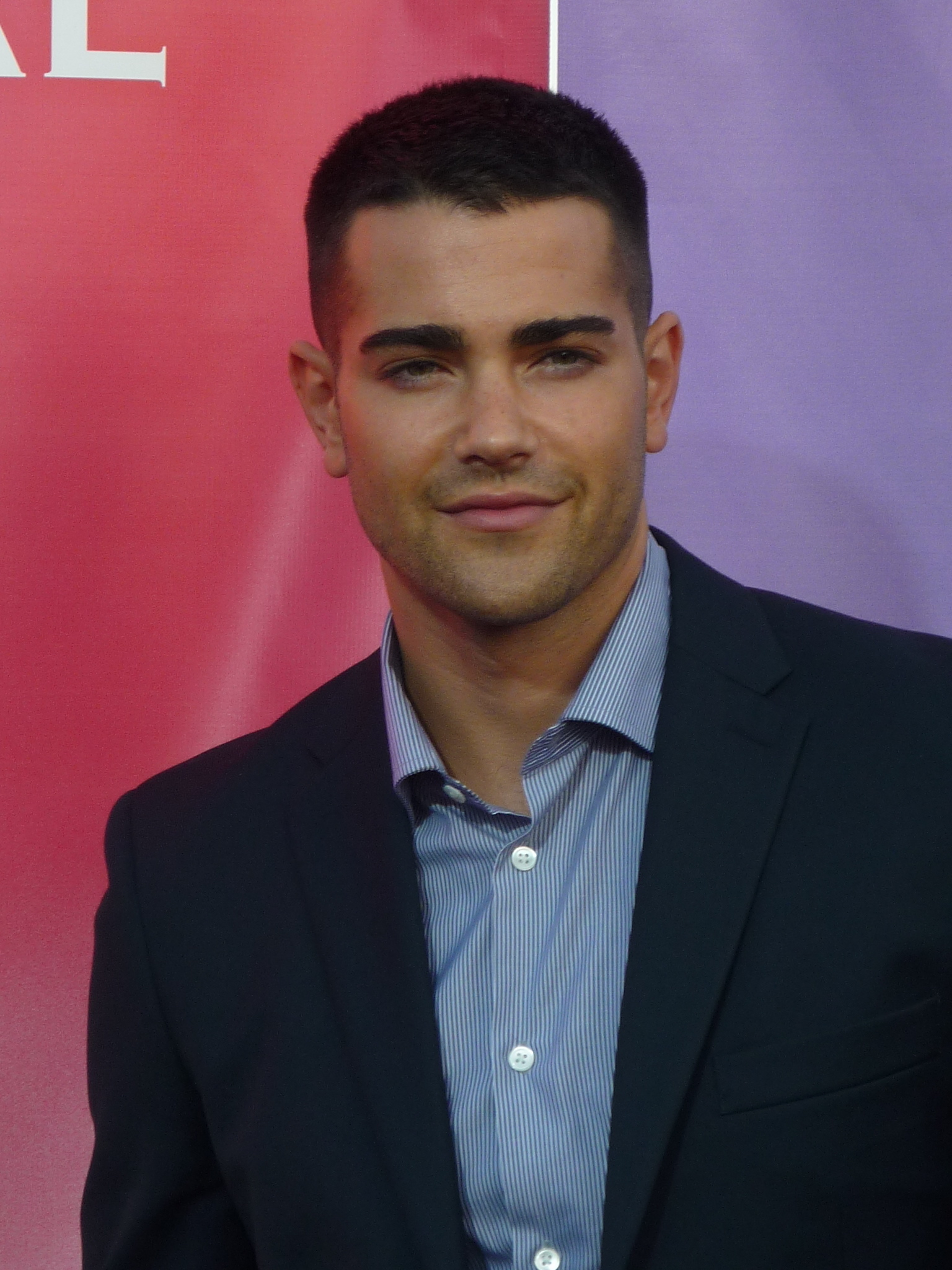
Jesse Metcalfe no tapete vermelho do verão da associação dos críticos da televisão de NBC Universal julho em 30, 2010 em Beverly Hills, Califórnia.

Metcalfe ganhou o papel em Passions em uma audição aberta em Nova York para a telenovela da NBC, ele se mudou para Los Angeles para viver Miguel Lopez-Fitzgerald na telenovela. Ele interpretou Miguel, um dos cinco irmãos, desde a estreia, em julho de 1999, até julho de 2004. No fim de 2003 e início de 2004, Jesse fez duas participações como ator convidado na série de TV da The WB, Smallville, como "Van McNulty".
Jesse voltou à televisão no papel do sexy jardineiro adolescente John Rowland, na popular série de drama da ABC, Desperate Housewives, onde John, seu personagem, tem um caso secreto com a dona de casa Gabrielle Solis, interpretada por Eva Longoria. Este foi o papel que fez Metcalfe um nome familiar, ele ganhou imediatamente atenção não só por sua boa atuação, mas também pelo seu bom preparo físico, sublinhada pelo fato de ele aparecer sem camisa em quase todas as cenas que fez. Hoje ele é tido como um símbolo sexual. No entanto, seu personagem foi reduzido a um papel recorrente porque ele queria atuar em outros projetos. Ele só apareceu em alguns episódios da segunda temporada, um da terceira e um da quarta temporada.
Seu primeiro papel de destaque no cinema foi no filme Todas Contra John, com Ashanti, Sophia Bush (de One Tree Hill) e Brittany Snow (de Hairspray), ele interpretou um adolescente rico e desonesto. O filme estreou em julho de 2006. Metcalfe apresentou o World Music Awards, em Mônaco, em novembro de 2008. Depois de muitos copos de champanhe após o evento, Metcalfe caiu da varanda e despencou cerca de nove metros. Ele fraturou a fíbula, mas não teve lesões mais graves. Em 2009, Metcalfe anunciou que ele se reuniria com os produtores de Coronation Street, em Londres para discutir sua participação no programa, mas nada foi confirmado. Entre 2012 e 2014 integrou o elenco principal da continuação da mítica série dos anos '70, '80 e '90 Dallas como Christopher Ewing, filho do casal romântico Bobby e Pamela.
Em 2015, Metcalfe teve um papel principal como Chase Carter no filme Dead Rising: Watchtower baseado na franquia de videogame da Capcom. Metcalfe também estrelou como Bradley Suttons no filme Hallmark A Country Wedding. O filme estreou para 2,2 milhões de telespectadores no canal de filmes Hallmark. Em 2016, Metcalfe estrelou o filme de drama cristão God's Not Dead 2, como Tom Endler, um advogado que defende uma professora cristã que luta entre desistir de sua fé ou desistir de seu emprego.
Em 20 de junho de 2016, Metcalfe reprisa seu papel como repórter investigativo Chase Carter na sequência Dead Rising: Endgame. Metcalfe atualmente interpreta Trace Riley na série Chesapeake Shores, de Hallmark Channel, ao lado de Meghan Ory. O show estreou em 14 de agosto de 2016. Além de interpretar o personagem Trace, Metcalfe executa e compõe algumas das músicas usadas nos episódios da série. Ele desempenhou o papel de oficial Holder e Dylan Holder no filme de drama Destined.
Em 2017, Metcalfe estrelou como Eric Redford no filme Hallmark Christmas Next Door. Em 2018, Metcalfe desempenhou o papel de Luke no terror de ação Escape Plan 2: Hades. Ele também estrelou como Brady no thriller de terror O Nono Passageiro.

## Vida pessoal
Em março de 2007, Metcalfe entrou em um centro de reabilitação de drogas, citando o alcoolismo como o motivo.
Em novembro de 2008, Metcalfe apresentou o World Music Awards em Mônaco. Enquanto na festa depois da cerimônia, Metcalfe caiu de uma sacada do segundo andar e caiu a dez metros do chão. Ele fraturou sua fíbula, mas evitou ferimentos mais graves

### Relacionamentos
Metcalfe namorou a cantora irlandesa Nadine Coyle (membro do grupo Girls Aloud) de 2005 a 2008. Ele namora Cara Santana desde 2009 com uma pausa em 2011. Em 2014, Metcalfe negou rumores de que eles estavam noivos; os dois ficaram noivos em agosto de 2016.

## Filmografia
| Ano  | Título                    | Papel                         | Notas                |
| ---- | ------------------------- | ----------------------------- | -------------------- |
| 2006 | John Tucker Must Die      | John Tucker                   |                      |
| 2008 | Loaded                    | Tristan Price                 |                      |
| 2008 | Insanitarium              | Jack                          | Diretamente em video |
| 2008 | The Other End of the Line | Granger Woodruff              |                      |
| 2009 | Beyond a Reasonable Doubt | C.J. Nichols                  |                      |
| 2010 | The Tourtured             | Craig Landry                  |                      |
| 2015 | Dead Rising: Watchtower   | Chase Carter                  |                      |
| 2016 | God's Not Dead 2          | Attorney Tom Endler           |                      |
| 2016 | Dead Rising: Endgame      | Chase Carter                  |                      |
| 2016 | Destined                  | Officer Holder / Dylan Holder |                      |
| 2018 | Escape Plan 2: Hades      | Luke Walken                   |                      |
| 2018 | The Ninth Passenger       | Brady                         |                      |
| 2020 | In Stranger Company       | Richie Howell                 |                      |
| 2021 | Fortress                  | Paul Michaels                 |                      |
| 2023 | On a Wing and a Prayer    | Kari                          | Diretamente em video |

| Ano             | Título                                                | Papel                   | Notas                                                          |
| --------------- | ----------------------------------------------------- | ----------------------- | -------------------------------------------------------------- |
| 1999–2004       | Passions                                              | Miguel Lopez-Fitzgerald | Elenco principal (5 de julho, 1999 – 26 de julho, 2004)        |
| 2003            | 44 Minutos                                            | Uniform                 | Telefilme (FX)                                                 |
| 2003–2004       | Smallville                                            | Van McNulty             | Episódios: "Extinction" e "Asylum"                             |
| 2004–2007, 2009 | Desperate Housewives                                  | John Rowland            | Elenco principal (temporada 1); Convidado (temporadas 2–4 e 6) |
| 2006            | Girls Aloud: Off the Record                           | Ele mesmo               | Episódio 4 (cenas deletadas)                                   |
| 2010            | Fairfield Road                                        | Noah McManus            | Telefilme (Hallmark)                                           |
| 2010–2011       | Chase                                                 | Luke Watson             | Elenco principal                                               |
| 2012–2014       | Dallas                                                | Christopher Ewing       | Elenco principal                                               |
| 2014            | 2 Broke Girls                                         | Sebastian               | Episódio: "And the DJ Face"                                    |
| 2015            | A Country Wedding                                     | Bradley Suttons         | Telefilme (Hallmark)                                           |
| 2016–2021       | Chesapeake Shores                                     | Trace Riley             | Elenco principal                                               |
| 2017            | Christmas Next Door                                   | Eric Redford            | Telefilme (Hallmark)                                           |
| 2019            | Christmas Under the Stars                             | Nick Bellwith           | Telefilme (Hallmark)                                           |
| 2020            | A Beautiful Place to Die: A Martha's Vineyard Mystery | Jeff Jackson            | Telefilme (Hallmark Movies & Mysteries)                        |
| 2020            | Riddled with Deceit: A Martha's Vineyard Mystery      | Jeff Jackson            | Telefilme (Hallmark Movies & Mysteries)                        |

## Prêmios e indicações
| Ano  | Cerimônia                  | Categoria                                                 | Trabalho             | Resultado |
| ---- | -------------------------- | --------------------------------------------------------- | -------------------- | --------- |
| 2000 | Soap Opera Digest Awards   | Favorite Teen Star                                        | Passions             | Indicado  |
| 2005 | Screen Actors Guild Awards | Outstanding Performance by an Ensemble in a Comedy Series | Desperate Housewives | Venceu    |
| 2005 | Teen Choice Awards         | Choice TV Breakout Performance: Male                      | Desperate Housewives | Venceu    |
| 2005 | Teen Choice Awards         | Choice TV Actor: Comedy                                   | Desperate Housewives | Indicado  |